# Nachbarn (Film)
Nachbarn ist ein polnischer Spielfilm aus dem Jahr 1969. Der Kriegsfilm thematisiert den Bromberger Blutsonntag im Jahr 1939 während des Überfalls auf Polen.

## Handlung
Am 1. September 1939 bricht der Krieg aus. Während der ersten zwei Tage herrscht in Bydgoszcz eine relative Ruhe. Einige Geschäfte, Cafés und Büros sind geöffnet. Die Menschen verbringen ihre Freizeit jedoch bei Funkempfängern und hören Berichte von der Front. Am Morgen des 3. September erscheinen in den Straßen von Bydgoszcz Soldaten der polnischen „Armee Pommern“ die sich auf dem Rückzug befinden. Plötzlich gibt es Schüsse in allen Punkten der Stadt, durch die die Armee marschiert. Von den Fenstern und Dächern der Häuser fällt ein Hagel von Maschinengewehrkugeln auf polnische Soldaten. Neben der regulären Armee kämpfen auch Zivilisten, hauptsächlich Pfadfinder und Eisenbahner, gegen deutsche Diversanten. Mitten im Geschehen lieben sich der Pole Piotr und die Deutsche Anna-Maria und möchten gerne zusammen sein. Beide müssen von ihren Eltern und Landsleuten Demütigungen erfahren.